# Jesper Christiansen (fodboldspiller, født 1978)
 Der er flere personer med dette navn, se Jesper Christiansen.
Jesper Ringsborg Christiansen (født 24. april 1978) er en dansk fodboldspiller (målmand) og tidligere målmandstræner i Fremad Amager. Han valgte 12. april 2022 at opsige sin kontrakt i protest mod, at energiselskabet Velkommen A/S overtog ejerskabet af Fremad Amager.
Jesper Christiansen har tidligere spillet for RB 1906, Ølstykke FC, OB, Vejle Boldklub (lejet), VfL Wolfsburg (lejet), Glasgow Rangers, Viborg FF og F.C. København.

## Karriere
Han slog aldrig rigtig til i Glasgow Rangers og røg efter et succesfuldt ophold i Vejle Boldklub til VfL Wolfsburg og videre til Viborg FF, hvor han spillede et par sæsoner, inden han blev solgt til FCK.
Han fik debut på landsholdet den 2. juni 2005 mod Finland og har indtil videre spillet 10 A-landskampe (pr. 30. november 2010). 
Opholdet i FCK var succesfuldt, og han opnåede 210 kampe for klubben. Han var i en periode anset som en af de bedste målmænd i dansk fodbold. Han blev bl.a. kåret til årets målmand (Tipsbladets "Det gyldne bur") af sine spillerkolleger i 2005, 2006 og 2007.
Han var med til at vinde fire danske mesterskaber med FCK i perioden 2005-2010, hvor han var en af de vigtige profiler på holdet. Han har med FCK spillet Champions League og har deltaget i og vundet den nordiske turnering Royal League.
En skade i FCK i sæsonen 2009-2010 tvang dog Jesper Christiansen til en pause, hvorunder klubbens anden målmand Johan Wiland, der kom fra den svenske klub IF Elfsborg, spillede Christiansen af holdet. Efter skadespausen havde Jesper Christiansen vanskeligheder med at spille sig tilbage i startopstillingen. I sommeren 2010 blev det offentliggjort, at Jesper Christiansen havde skrevet kontrakt med netop IF Elfsborg. 
Opholdet i Elfsborg var dog mindre succesfuldt på grund af skader Jesper Christiansen skiftede den 17. januar 2012 til den danske vice-mesterklub Odense Boldklub på en 3½ års kontrakt. Han fik desuden tildelt trøje nummer 1.
Efter opholdet i OB spillede han i Vendsyssel FF i 4 sæsoner over 2 omgange. I juli 2016 valgte klubben ikke at forlænge hans kontrakt, men hentede ham tilbage et par måneder efter.
Den 28. juni 2017 meddelte Vendsyssel FF at Jesper Christiansen stopper i klubben, da han ønsker mere tid sammen med sine børn.
Den 8. juli 2017 kunne Akademisk Boldklub meddele, at Jesper Christiansen ville fungere som spillende assistenttræner.
Den 4. januar 2018 stoppede han i Akademisk Boldklub, da han fremover ville hellige sig en karriere som målmandstræner i stedet for assistenttræner. Han spillede en enkelt kamp for Akademisk Boldklub.

## Hæder

### Titler
- Dansk mester med F.C. København i 2006, 2007, 2009 og 2010
- Royal League vinder med F.C. København i 2005 og 2006.
- Dansk Pokalmester med F.C. København i 2009

### Priser
- Udtaget til årets hold i 2005 og 2006 i F.C. København.
- Det gyldne bur i 2005, 2006 og 2007 i F.C. København.